# 菲尼克斯峰

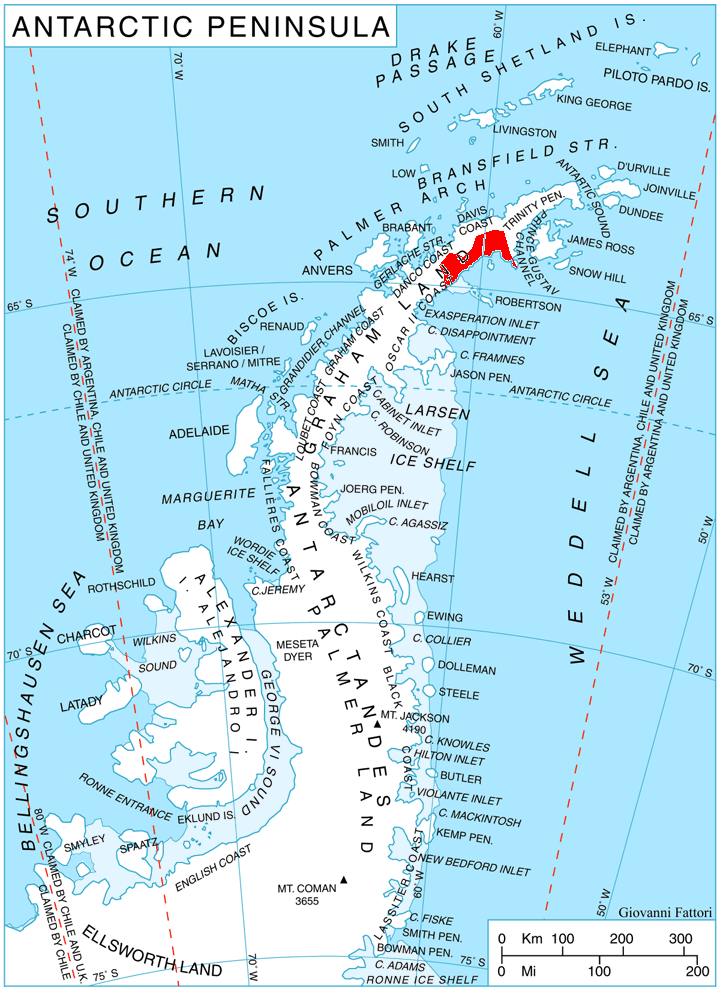

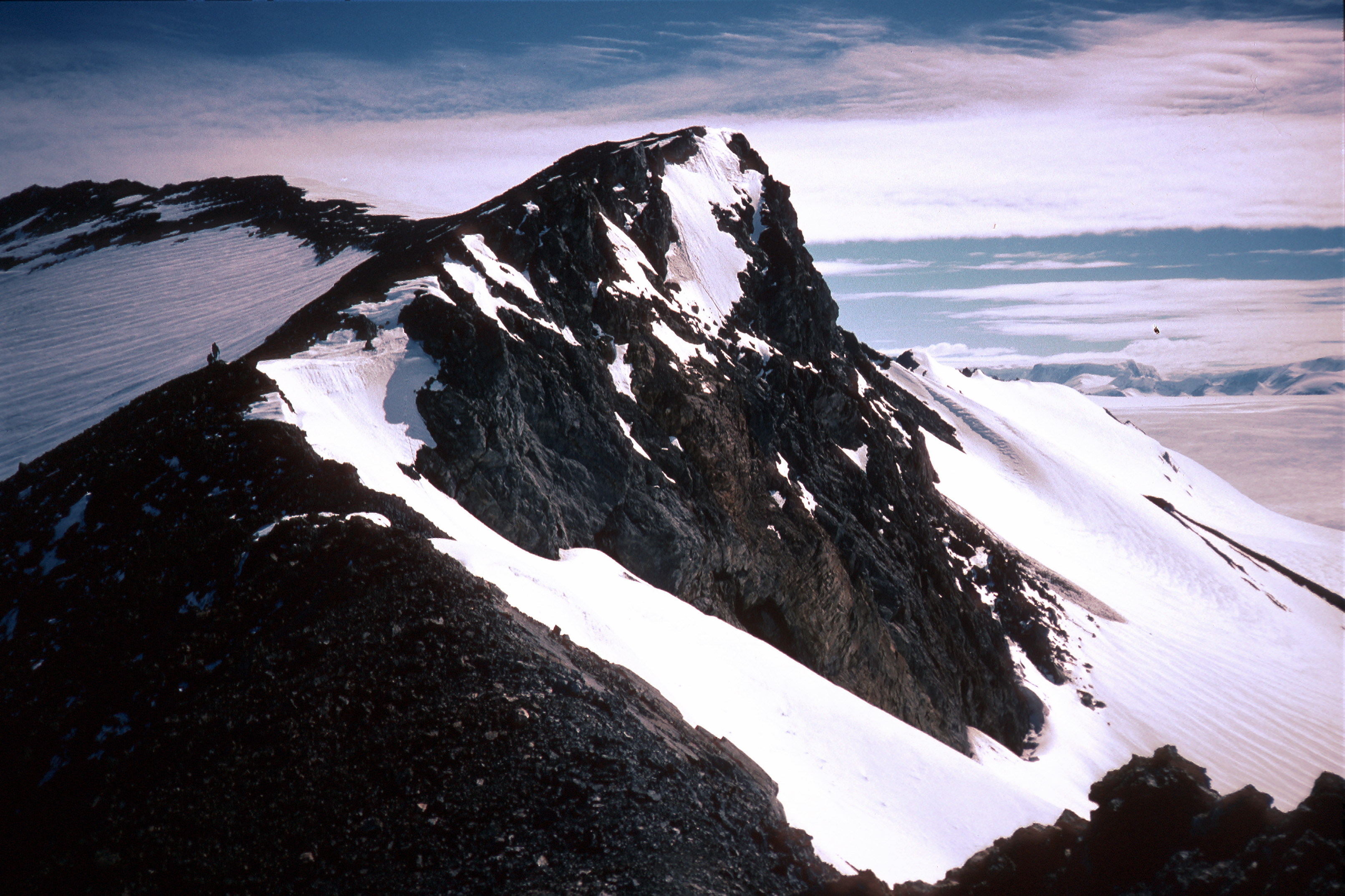

菲尼克斯峰（英語：Phoenix Peak），是南極洲的山峰，它位於葛拉漢地的努登舍爾德海岸，處於索布拉爾半島北端，根據英國研究隊的測量繪入地圖，現時由南極條約體系管理。